# TurboCAD
TurboCAD ist ein CAD-System der bei San Francisco beheimateten Firma IMSI/Design.
TurboCAD bietet ein komplettes Set von 2D-, 3D-, Präsentations- und Konstruktionswerkzeugen für alle Phasen des Planungsprozesses. Das Produkt enthält des Weiteren integrierte 2D-Entwurfsfunktionen, 3D-Oberflächen- und Volumenkörpermodellierung und fotorealistische Renderfunktionen. TurboCAD wurde ab 1986 in Südafrika unter dem Namen InterCAD vermarktet. Ab Ende 1986 wurde es (unter dem Namen TurboCAD) auch international vermarktet, den Anfang machte das Vereinigte Königreich. Mittlerweile wurde das Produkt weltweit über 2 Millionen Mal verkauft.

## Unterstützte Betriebssysteme und Version
TurboCAD für Windows läuft unter Microsoft Windows 10 / Windows 8 / Windows 7. Aktuell erhältlich ist die Version TurboCAD 2020/2021 (in drei Varianten: TurboCAD Pro Platinum, TurboCAD 2D/3D und TurboCAD 2D). Die Windows-Version ist auch in Deutscher Sprache erhältlich.
TurboCAD Mac läuft unter Mac OS X 10.11+. Die aktuelle Version ist TurboCAD Mac V12 (erhältlich in drei Varianten: TurboCAD Pro,TurboCAD Deluxe 2D/3D und TurboCAD Designer 2D). Die V12 MAC-Version ist nur in Englischer Sprache verfügbar.
Die Versionen für Windows und MAC unterscheiden sich sehr stark, sowohl im Funktionsumfang, als auch in der Bedienung. Die MAC-Version ähnelt in der Bedienoberfläche und Menüführung viel mehr ViaCAD 2D/3D MAC als TurboCAD für Windows. Auch verwenden die Windows- und MAC-Version von TurboCAD unterschiedliche Dateiformate und können die Dateien der jeweils anderen Version nicht lesen oder bearbeiten.

## Verwendete "hauseigene" Dateinamenserweiterungen für CAD-Zeichnungen
- .tct - TurboCAD Template - Vorlage für TurboCad Zeichnung
- .tcw - TurboCAD für Windows - TurboCad Datei für 2D-Zeichnungen und 3D-Modelle
- .tcp - TurboCAD für MAC - TurboCad Datei für 2D-Zeichnungen und 3D-Modelle